# Формиджине
Формиджине (итал. Formigine) —  город в Италии, располагается в регионе Эмилия-Романья, подчиняется административному центру Модена.
Население составляет 31 402 человека (на 2005 год), плотность населения составляет 682 чел./км². Занимает площадь 46,98 км². Почтовый индекс — 41043. Телефонный код — 059.
Покровителем коммуны почитается святой апостол Варфоломей. Праздник ежегодно празднуется 24 августа.